# پرادسگار
پرادسگار دهستانی در استان آبیلای اسپانیا است.
در این دهستان ۱۶۲ نفر زندگی می‌کنند. مساحت این دهستان ۱۱٫۲۹ کیلومتر مربع است.